# Maria Magdalenakerk (Rijen)
De Maria Magdalenakerk is een kerk aan de Hoofdstraat in Rijen in de Nederlandse provincie Noord-Brabant.
Reeds in 1483 stond op deze plaats een kapel gewijd aan de Heilige Maria Magdalena. Van 1524 tot 1906 heeft er op deze plaats een kleine kerk gestaan. Deze is van 1648-1815 in bezit geweest van de hervormden. In 1906 werd de huidige kerk gebouwd in neogotische stijl. Het is een groot driebeukig gebouw met een 70 meter hoge toren. Op de voorgevel staat een beeld.
De architect was Hubert van Groenendael uit 's-Hertogenbosch. De kerk heeft een middenschip en twee zijbeuken. Er is een aparte rouwkapel en sacristie. Het interieur heeft onder andere gebrandschilderde ramen door Max Weiss en grote houten beelden van Maria en Maria Magdalena bij het priesterkoor. De Blasiuskapel is in gebruik als dagkapel.
Naast de kerk bevindt zich de pastorie.

## Galerij

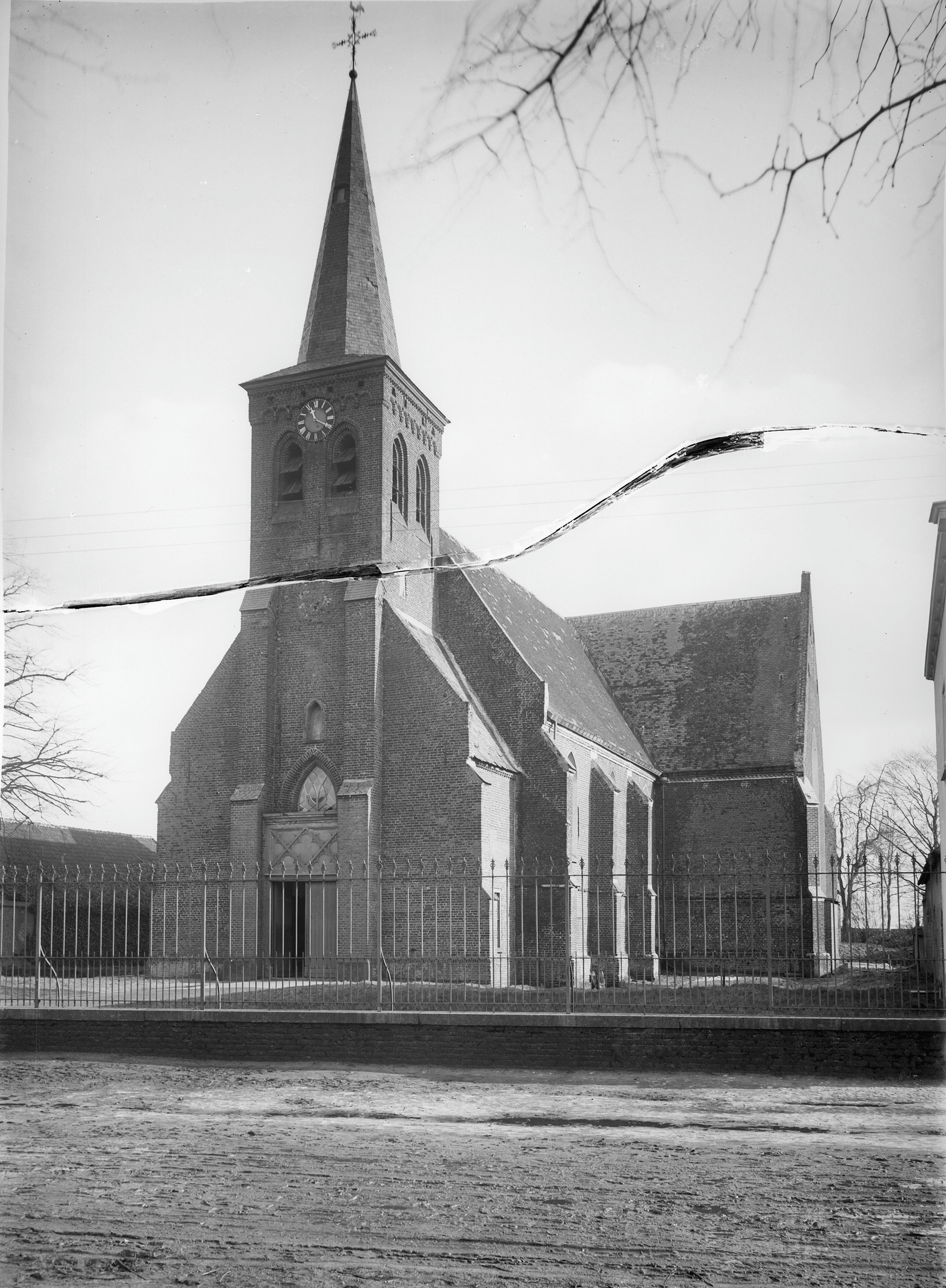
Afgebroken kerk die vroeger op deze locatie stond
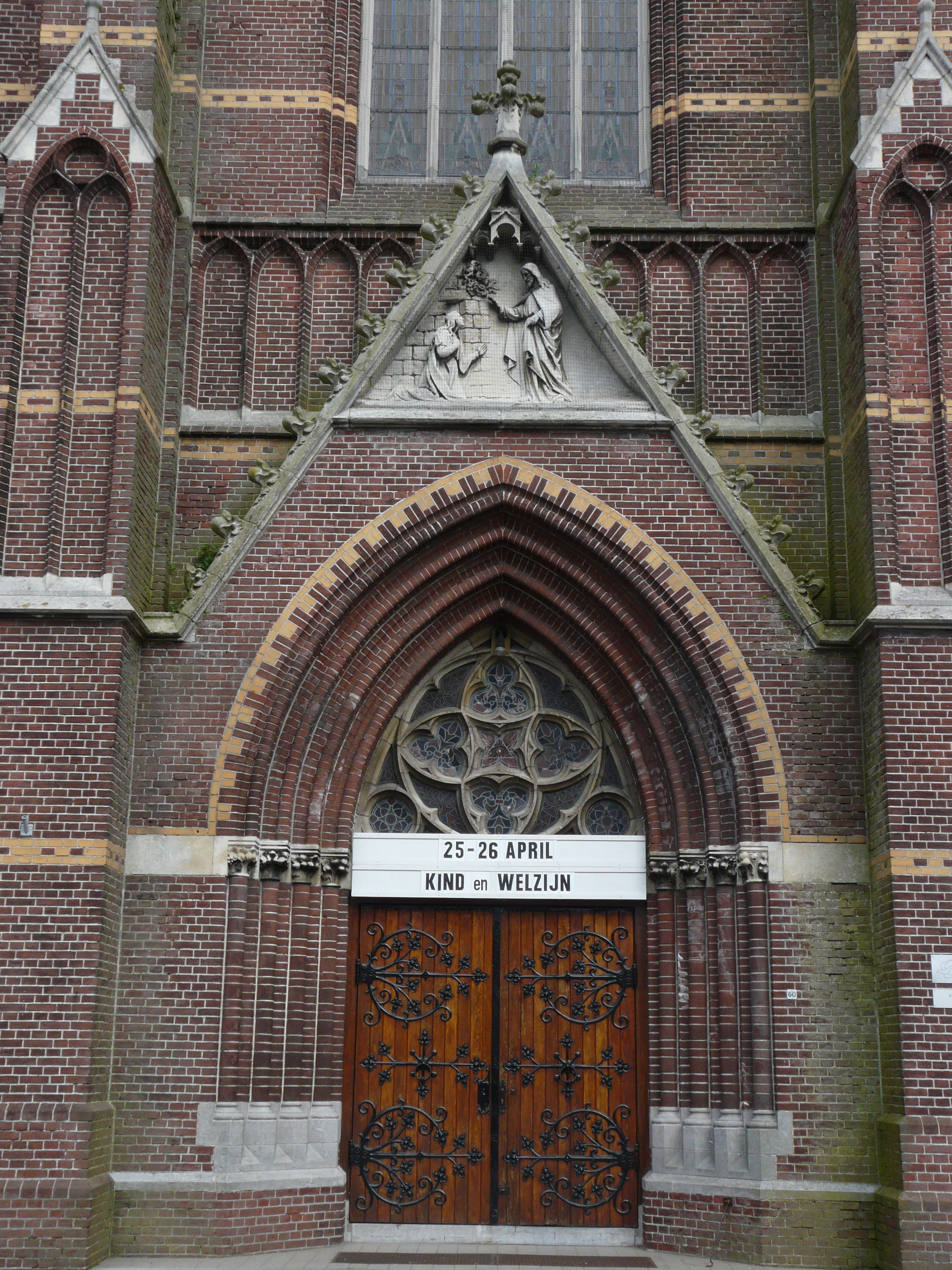
Portaal
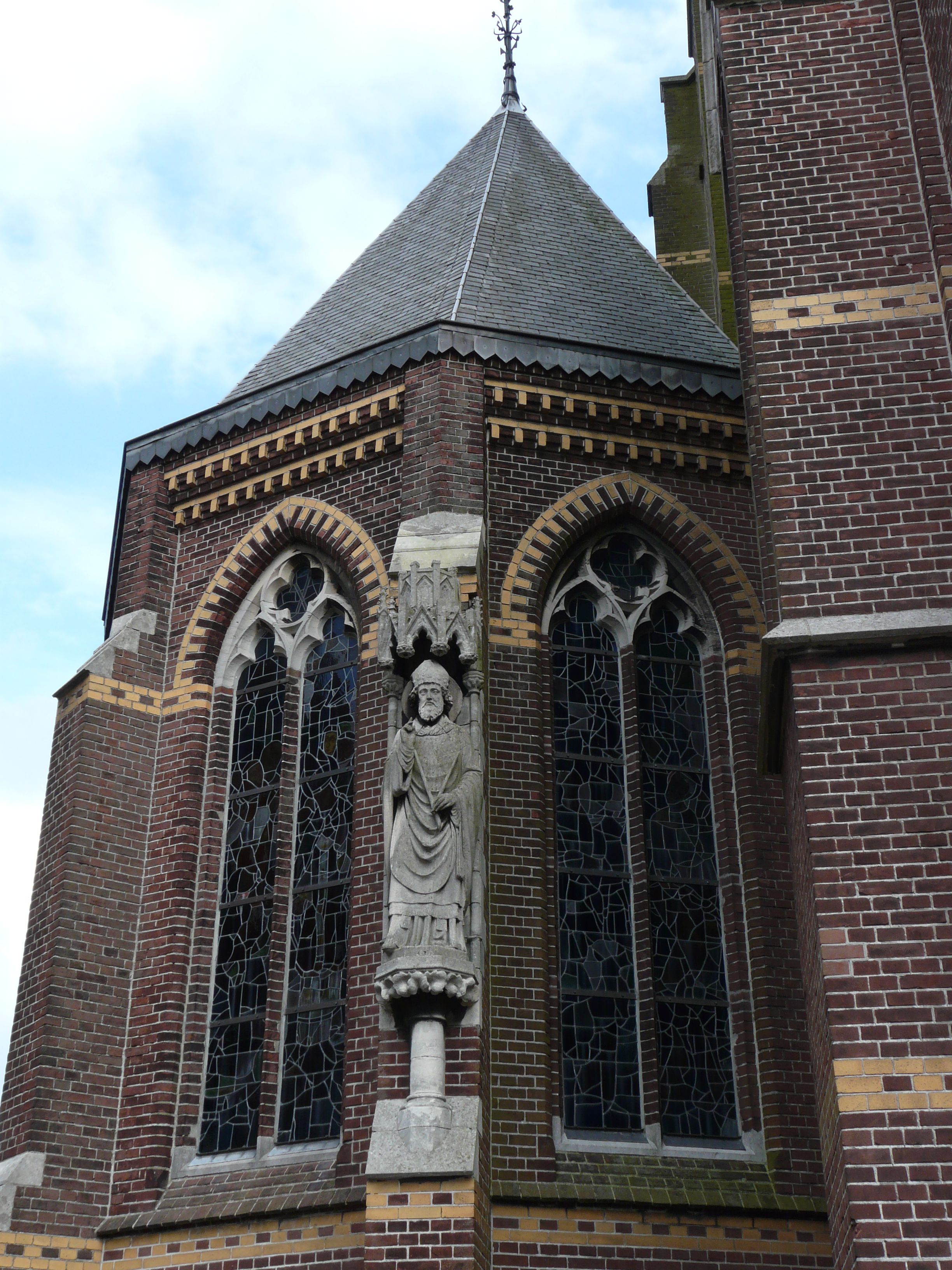
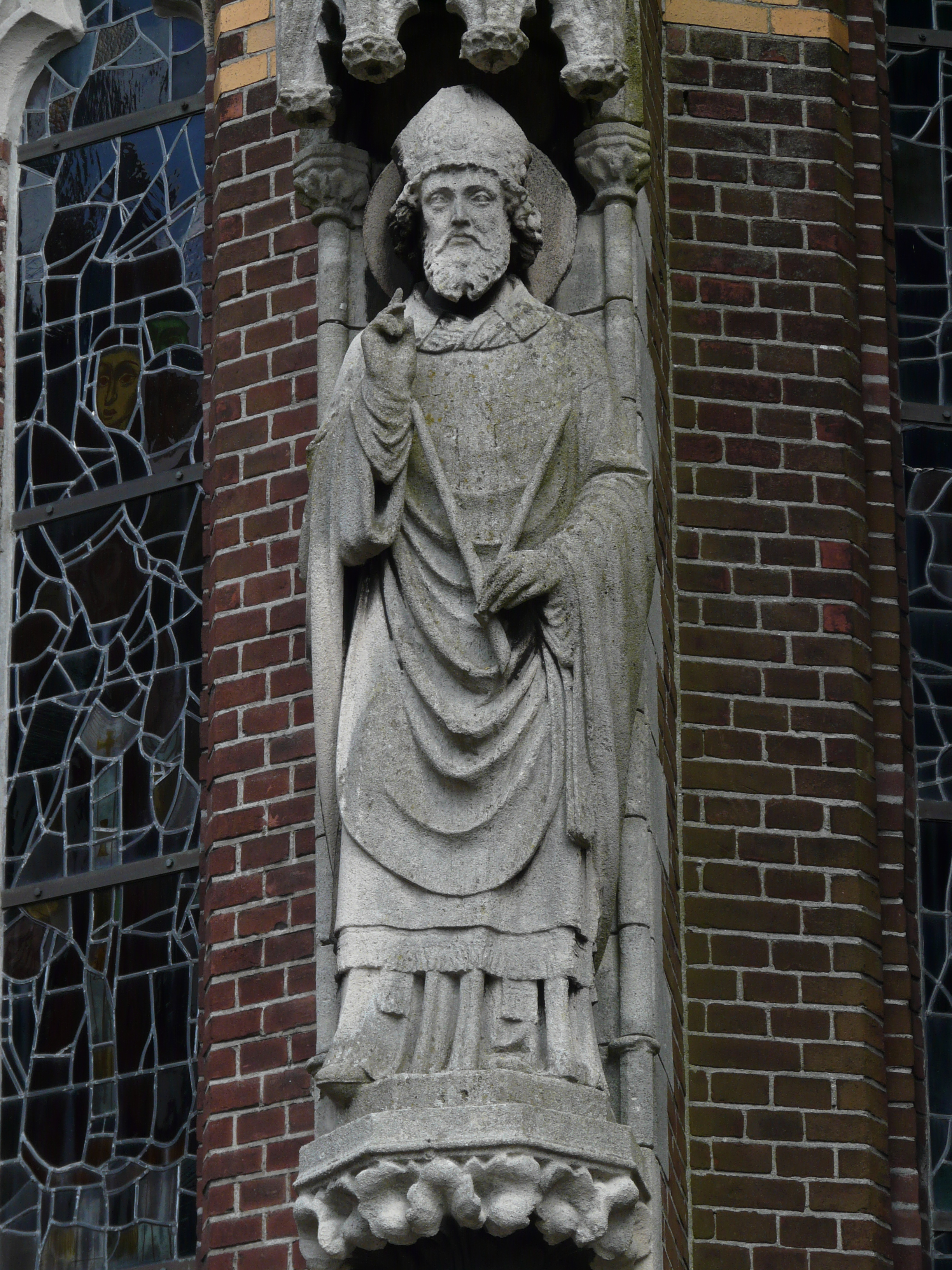
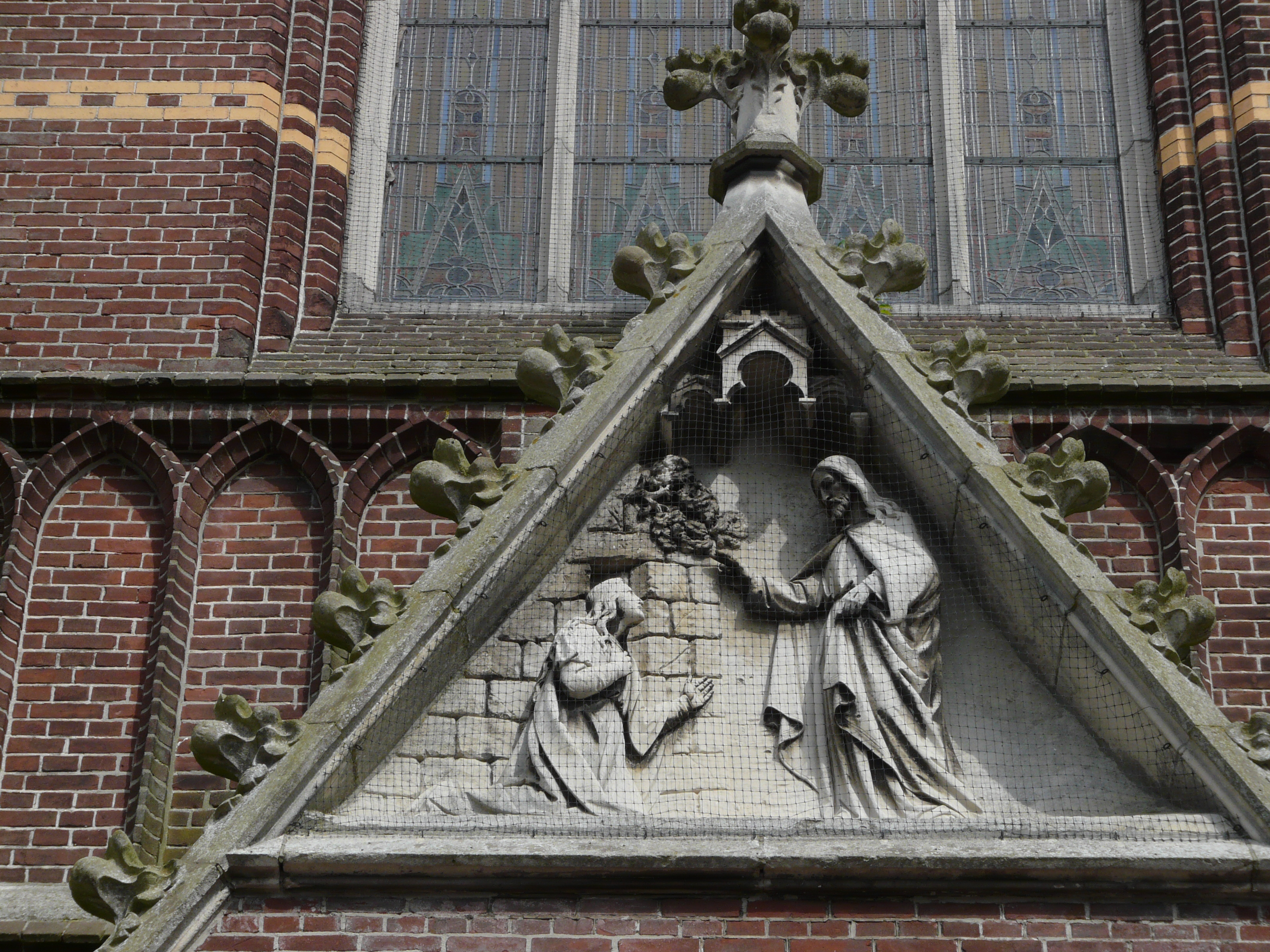